# Мурманск
Мурманск (рус. Му́рманск; слап. Мурман ланнҍ) град је на крајњем северозападу европског дела Руске Федерације и административни центар Мурманске области. Највеће је градско насеље које се налази унутар арктичког поларног круга, највећа лука на обалама Арктичког океана и једна од највећих руских лука.
Град је основан 1916. као Романов на Мурману и уједно био је то последњи велики град основан у Руској Империји пре њене пропасти. Према статистичким подацима националне статистичке службе Русије за 2017. град Мурманск је имао 298.096 становника.
Од 6. маја 1985. носи почасно звање „Града хероја Совјетског Савеза”, а признање је добио захваљујући херојском отпору његових становника немачком нацистичком окупатору током Другог светског рата.

## Етимологија
Град Мурманск, односно цела Мурманска област, изведен је од локалног руског искривљеног облика норвешке речи за Норвежанина, nordmann (чита се „нурман”) − „мурмани” и „урмани”. С временом се име народа пренело на земљу на којој је долазило до учесталих, углавном трговачких, контаката између поменутих народа. Првобитно се то име односило искључиво на северни део Кољског полуострва чије обале је запљускивало Баренцово море (данашња Мурманска обала), а касније се име пренело на цело подручје. Сам назив Мурманск означава „град на Мурману”.

## Географија
Град Мурманск налази се на крајњем северозападу Русије, односно на северу њене Мурманске области. Највеће је градско насеље на свету које лежи северно од арктичког поларног круга. Смештен је на источној обали Кољског фјорда, на неких педесетак километара јужније од Мурманске обале (Баренцовог мора). Град се налази на око 1.490 km северно од Москве, односно на око 1.200 km северније од Санкт Петербурга. Најближа градска насеља Мурманску су градови Североморск на северу и Кола на југу, те варошице Сафоново и Мурмаши.
Центар града налази се на надморској висини од 50 m, док је највиши део града на висини од 306 m. Сам град је изграђен на неколико тераса које се постепено спуштају ка Кољском заливу. У самом граду се налазе бројна мања језера и 6 извора, а кроз град протичу и три мања потока. Кроз северни део града протиче малена река Роста.
Градска територија обухвата подручје површине 154,4 км², од чега чак 43% чине зелене површине. Један од симбола града су бројна стабла јаребика чији зрели црвени плодови доминирају градским пејзажом током зимских месеци. Вегетациони период у граду и његовој ближој околини траје од маја до октобра.
Град Мурманск, баш као и цела Мурманска област, налази се у временској зони која се по међународним стандардима за мерење времена означава као московско време (UTC+3).

### Клима
Град Мурманск налази се у прелазном подручју између арктичке субполарне и умерене климе, а на климу целог подручја умногоме утиче близина акваторије Баренцовог мора и чињеница да уз северне обале Мурманске области протиче крак топле Северо-атлантске струје. Управо захваљујући утицајима те топле морске струје град Мурманск има знатно више просечне зимске температуре ваздуха у поређењу са градовима који се налазе на истој географској ширини. Јануарски просек температура ваздуха креће се у распону од −10 до −11 °C, а периоди са екстремним хладноћама су изузетно ретки (зими су чак много чешћи топлијим периоди). Прсечне јулске температуре ваздуха имају вредности од +12 до +13 °C. Просечна годишња сума падавина креће се у распону од око 500 милиметара по квадратном метру, а највише падавина излучи се у летњем делу године, од јуна до септембра. Снежни покривач на подручју града задржава се у просеку око 210 дана, а иако се снег углавном отопи до краја маја, снежне падавине у првој половини јуна нису реткост. Апсолутна минимална температура ваздуха од −39,4 °C измерена је у два наврата, први пут 6. јануара 1985, а потом и 27. јануара 1999. године. Апсолутни максимум од +32,9 °C измерен је 9. јула 1972. године.
Ветрови на овом подручју имају монсунски карактер, зими су то углавном јужни ветрови који дувају са копна из унутрашњости и доносе суво и изразито хладно време, док северни ветрови који у току лета дувају са мора доносе обиље падавина.
Поларна ноћ на подручју Мурманска траје од 2. децембра до 11. јануара, а поларни дан од 22. маја до 22. јула.
| Температура |           |           |          |         |        |         |          |         |         |        |          |          |
|             | −7,4−10,9 | −8,3−12,7 | −2,3−8,6 | 3,4−2,6 | 8,82,2 | 13,66,5 | 17,410,1 | 15,48,7 | 10,95,5 | 3,90,9 | −1,7−4,5 | −4,3−7,4 |
|             | јан       | феб       | мар      | апр     | мај    | јун     | јул      | авг     | сеп     | окт    | нов      | дец      |

| Падавине |     |     |     |     |     |     |     |     |     |     |     |     |
|          | 31  | 19  | 26  | 27  | 43  | 42  | 81  | 57  | 59  | 67  | 38  | 35  |
|          | јан | феб | мар | апр | мај | јун | јул | авг | сеп | окт | нов | дец |

| Температура |           |           |          |         |        |         |          |         |         |        |          |          |
|             | −7,4−10,9 | −8,3−12,7 | −2,3−8,6 | 3,4−2,6 | 8,82,2 | 13,66,5 | 17,410,1 | 15,48,7 | 10,95,5 | 3,90,9 | −1,7−4,5 | −4,3−7,4 |
|             | јан       | феб       | мар      | апр     | мај    | јун     | јул      | авг     | сеп     | окт    | нов      | дец      |

| Падавине |     |     |     |     |     |     |     |     |     |     |     |     |
|          | 31  | 19  | 26  | 27  | 43  | 42  | 81  | 57  | 59  | 67  | 38  | 35  |
|          | јан | феб | мар | апр | мај | јун | јул | авг | сеп | окт | нов | дец |

## Историја
Први планови о градњи велике руске луке на обалама Арктичког океана појавили су се још током 1870-их година, а први инжињери чији циљ је било одређивање најповољнијег места за нову луку, на подручје Мурмана стигли су током 1912. године. Три године касније, током Првог светског рата, на источној обали Кољског залива основана је Мурманска лука и уз њу насеље Семјоновски. Циљ градње нове луке, на обалама залива који је захваљујући топлој морској струји слободан од леда током целе године, било је стремљење Руске Империје ка интензивнијем истраживању и експлоатисању арктичког севера, али и несметано снабдевање руске територије оружјем и муницијом током рата, у време када су поморски путеви на Црном и Балтичком мору били готово блокирани.
Као званичан датум оснивања града узима се 4. октобар (односно 21. септембар по јулијанском календару) 1916, дан када је на једном од градских брда одржана церемонија освештења православног храма посвећеног Светом Николи, заштитнику морепловаца (на том месту се данас налази Дом културе С. М. Кирова). Новоосновани град добио је име Романов на Мурману и био је то последњи град основан на тлу Руске Империје пре њене званичне пропасти. Свега пола године касније, 3. априла 1917, после Фебруарске револуције, град добија своје садашње име − Мурманск.
Убрзо након Октобарске револуције 1917. у Петрограду, у Мурманску је основан револуционарни комитет на чијем челу су се налазили чланови бољшевичког покрета. Међутим већ у марту наредне године војни бродови Антанте, који су све до Фебруарске револуције били усидрени у заливу, извршен је десант на град и током 1919. цео град је дошао под власт Белогардејаца, а привремене власти тадашње северне области признале су врховну власт адмирала Александра Колчака. У јесен 1919. војска Антанте је била присиљена да се повуче из Мурманска, што је 21. фебруара 1920. довело до устанка против Белогардејаца и већ 13. марта у град је умарширала Црвена армија и поново је успостављена совјетска власт.
|                                              |                                                 |                  |                                                      |
| Освештање храма св. Николе (4. октобар 1916) | Британски војни бродови у Мурманској луци 1918. | Мурманск у 1932. | Након бомбардовања града на Лењиновом авенији, 1942. |

Почетком 1920-их година Мурманск је био малени град са око 2,5 хиљаде становника, привредна активност се сводила на мале занатске радионице и риболов и био је приметан привредни пад насеља. Током друге половине двадесетих година град почиње убрзано да се развија, нарочито након оснивања Северне флоте. Од 1933. постаје главним ремонтним центром бродова Северне флоте. Саграђено је и велико пристаниште за риболовачке бродове, а риба која се допремала у мурманску луку транспортована је даље по територији целог Совјетског Савеза.
Прва вишеспратница од чврстог материјала саграђена је 1927. године (та зграда је опстала до данашњих дана), а први градски аутобус почео је да саобраћа 1934. године. У истом периоду успостављена је и редовна железничка линија са Лењинградом. До почетка Другог светског рата број становника града попео се на преко 120.000 људи.
Током Другог светског рата град је претрпео страховита разарања и био је мета бројних напада фашистичких јединица и већ током прве године рата град је бомбардован 792 пута и на њега је бачено преко 185.000 бомби. Једини совјетски град који је преживео већа разарања током рата био је Стаљинград. Совјетска армија започела је велику контраофанзиву 7. октобра 1944. и већ до јануара следеће године цео совјетски север ослобођен је од немачких окупатора. Крај рата Мурманск је дочекао срушен гортово до темеља, а у граду је преживело свега неколико грађевина које су биле изграђене од чврстих материјала. Совјетске власти су у новембру 1945. уврстиле Мурманск на списак 50 градова чија обнова је била прироитетна, а за обнову града било је обезбеђено око 100 милиона рубаља. Град је у потпуности био обновљен за свега неколико година.
Током 2016. град Мурманск је званично обележио стогодишњицу свог постојања.
За изванредне заслуге његових становника у борби против непријатеља током Другог светског рата, граду Мурманску је 1985. додељено почасно признање „Град херој Совјетског Савеза”.

## Становништво
Према подацима са пописа становништва 2010. у граду је живело 307.257 становника, док је према проценама за 2017. град имао 298.096 становника.
За Мурманск је карактеристичан изразито висок депопулациони тренд који је започео почетком 1990-их година. Тако је само у периоду 1989-1992. град напустило више од 28.000 особа, а до 2002. та бројка је достигла вредност од 150.000 становника, што је за трећину мање становништва у односу на попис из 1989. године. Депопулациони тренд наставио се и између последња два пописа (2002-2010) када је број становника опао за скоро 30.000 људи.
| 1917. | 1939.   | 1959.   | 1970.   | 1979.   | 1989.   | 2002.   | 2010.   | 2017.   |
| ----- | ------- | ------- | ------- | ------- | ------- | ------- | ------- | ------- |
| 1.300 | 177.069 | 221.874 | 308.642 | 380.817 | 468.039 | 336.137 | 307.257 | 298.096 |

Године 2017. град Мурманск се налазио на 69. месту међу 1.112 званичних градова Руске Федерације.
У етничком погледу, а према подацима са пописа из 2010, основу популације чине Руси који чине 89,6% становништва, а најбројније мањинске заједнице су Украјинци (4,6%), Белоруси (1,6%) и Татари (0,89%).

## Партнерски градови
Град Мурманск има потписане уговоре о партнерству и сарадњи са следећим градовима:
Градов побратими
- Рованиеми, Финска (23. април 1962)
- Лулео, Шведска (26. март 1972)
- Тромсе, Норвешка (10. јул 1972)
- Сортланд, Норвешка (10. јул 1972)
- Вадсе, Норвешка (30. април 1973)
- Џексонвил, САД (14. јул 1975)
- Гронинген, Холандија (20. јун 1989)
- Шчећин, Пољска (8. април 1993)
- Акирејри, Исланд (14. октобар 1994)
- Алања, Турска (7. фебруар 2014)
- Минск, Белорусија (21. август 2014)
- Харбин, Кина (16. октобар 2015)

| Градови партнери - Куксхавен, Немачка (14. август 2004) - Дуарненез, Француска (8. јун 2006) - Гомель, Белорусија (5. август 2009) |